# Megalopsalis eremiotis
Espèce
Megalopsalis eremiotis est une espèce d'opilions eupnois de la famille des Neopilionidae.

## Distribution
Cette espèce est endémique d'Australie. Elle se rencontre au Victoria et dans le Sud-Est de l'Australie-Méridionale.

## Description
Les mâles mesurent de 3,68 à 4,10 mm et les femelles de 3,72 à 5,38 mm.

## Systématique et taxinomie
Cette espèce a été décrite par Taylor en 2011.

## Publication originale
- Taylor, 2011 : « Revision of the genus Megalopsalis (Arachnida: Opiliones: Phalangioidea) in Australia and New Zealand and implications for phalangioid classification. » Zootaxa, no 2773, p. 1–65.